# Let's Spend the Night Together (film)
Let's Spend the Night Together è un film concerto del gruppo rock britannico The Rolling Stones relativo alla loro tournée del 1981 negli Stati Uniti. Fu diretto da Hal Ashby, e distribuito nei cinema l'11 febbraio 1983.
In seguito è stato distribuito in vari formati home video quali VHS, Betamax, Laserdisc, VHD e CED Videodisc. In Nuova Zelanda e Australia uscì in VHS con il titolo alternativo Time Is on Our Side. In Germania fu invece distribuito come Rocks Off nel 1982 con immagini lievemente differenti e un brano aggiuntivo: When the Whip Comes Down (posizionato dopo Under My Thumb) proveniente dal concerto al Sun Devil Stadium.
Le riprese si svolsero presso la Brendan Byrne Arena di East Rutherford, New Jersey (5–6 novembre 1981) e al Sun Devil Stadium di Tempe, Arizona (13 dicembre 1981).
Il 2 novembre 2010 è stato pubblicato in formato DVD dalla Lions Gate Entertainment negli Stati Uniti d'America.

## Tracce
1. Under My Thumb – 3:41 (Mick Jagger, Keith Richards)
2. Let's spend the night together – 3:35 (Mick Jagger, Keith Richards)
3. Shattered – 3:46 (Mick Jagger, Keith Richards)
4. Neighbours – 3:31 (Mick Jagger, Keith Richards)
5. Black Limousine – 3:32 (Mick Jagger, Keith Richards, Ronnie Wood)
6. Just My Imagination (Running Away From Me) – 4:38 (Norman Whitfield, Barrett Strong)
7. Twenty Flight Rock – 1:45 (Eddie Cochran, Ned Fairchild)
8. Let Me Go – 3:49 (Mick Jagger, Keith Richards)
9. Time Is On My Side – 2:51 (Jerry Ragovoy)
10. Beast Of Burden – 4:25 (Mick Jagger, Keith Richards)
11. Waiting on A Friend – 4:34 (Mick Jagger, Keith Richards)
12. Going to A Go-Go – 3:21 (Smokey Robinson, Pete Moore, Bobby Rogers, Marv Tarplin)
13. You Can't Always Get What You Want – 7:28 (Mick Jagger, Keith Richards)
14. Little T&A – 3:24 (Mick Jagger, Keith Richards)
15. Tumbling Dice – 3:46 (Mick Jagger, Keith Richards)
16. She's So Cold – 4:13 (Mick Jagger, Keith Richards)
17. All Down The Line – 3:49 (Mick Jagger, Keith Richards)
18. Hang Fire – 2:21 (Mick Jagger, Keith Richards)
19. Miss You – 4:48 (Mick Jagger, Keith Richards)
20. Let It Bleed – 5:27 (Mick Jagger, Keith Richards)
21. Start Me Up – 4:10 (Mick Jagger, Keith Richards)
22. Honky Tonk Women – 3:02 (Mick Jagger, Keith Richards)
23. Brown Sugar – 3:49 (Mick Jagger, Keith Richards)
24. Jumpin' Jack Flash – 3:43 (Mick Jagger, Keith Richards)
25. Satisfaction – 3:42 (Mick Jagger, Keith Richards)
26. Outro: Star Spangled Banner (Arrangiato da Jimi Hendrix) – 0:48

Durata totale: 97:58

## Formazione
The Rolling Stones
- Mick Jagger – voce solista, chitarra
- Keith Richards – chitarra, voce
- Ronnie Wood – chitarra, cori
- Charlie Watts – batteria
- Bill Wyman – basso

Musicisti aggiuntivi
- Ian McLagan – organo
- Ian Stewart – pianoforte
- Ernie Watts – sax, tamburello
- Bobby Keys – sax